# Municipio de Nereta
El municipio de Neretas (en Letón: Neretas novads) es uno de los ciento diez municipios de Letonia, se encuentra localizado en el suroeste de dicho país báltico. Fue creado durante el año 2009 después de una reorganización territorial. La capital es la villa de Nereta.

## Ciudades y zonas rurales
- Mazzalves pagasts (zona rural)
- Neretas pagasts (zona rural)
- Pilskalnes pagasts (zona rural)
- Zalves pagasts (zona rural)

## Población y territorio
Su población se encuentra compuesta por un total de 4.425 personas (2009). La superficie de este municipio abarca una extensión de territorio de unos 645,5 kilómetros cuadrados. La densidad poblacional es de 6,86 habitantes por cada kilómetro cuadrado.